# حكومة المغرب 2004
الحكومة المغربية لـ2004 أو حكومة أدريس جطو الثانية هي الحكومة التنفيذية الثامنة والعشرون منذ استقلال المملكة المغربية (1956) رأسها إدريس جطو (تقنقراط).
تضم حكومة إدريس جطو الثانية وزراء من كل من الاتحاد الاشتراكي للقوات الشعبية، حزب الاستقلال، التقدم والاشتراكية، التجمع الوطني للأحرار، الحركة الشعبية وآخرون مستقلّون.
أجرى الملك محمد السادس تعديلا وزاريا على حكومة إدريس جطو الأولى ينظر إليه على أنه تدعيم لفريق رئيس الوزراء الموصوف بالتكنوقراطي. وقد فقد سبعة وزراء حقائبهم الوزارية مثل وزير حقوق الإنسان، كما أدمجت بعض الوزارات مع كبريات الوزارات كوزارة الصيد البحري التي أدمجت مع وزارة الفلاحة والتنمية القروية. ورأى مراقبون أن السمة الأساسية لهذا التعديل تتركز على تحديث قطاع الاقتصاد.

## هوامش ومصادر
1. ↑  الحكومات المغربية منذ الإعلان عن استقلال (كرونولوجيا)  نسخة محفوظة 20 مايو 2019 على موقع واي باك مشين.
2. ↑  تعديل وزاري بالمغرب يعزز فريق جطو  نسخة محفوظة 11 أكتوبر 2017 على موقع واي باك مشين.